# Izabela (przystanek kolejowy)
Izabela – dawny wąskotorowy przystanek osobowyBydgosko-Wyrzyskich Kolei Dojazdowych w Izabeli, w gminie Morocza, w powiecie nakielskim, w województwie kujawsko-pomorskim. Został oddany do użytku w dniu 15 maja 1895 roku razem z linią kolejową z Łobżenicy do Witosławia Wąskotorowego.